# Phyllosphingia
Phyllosphingia is een geslacht van vlinders uit de onderfamilie Smerinthinae van de familie pijlstaarten (Sphingidae).

## Soorten
- Phyllosphingia dissimilis (Bremer, 1861)

## Biologie
In het noordelijke deel van China is er één generatie per jaar, waarbij de volwassen individuen vliegen van mei tot juli. Verder in het zuiden zijn er twee generaties per jaar. In Korea zijn volwassen individuen waargenomen van midden mei tot midden augustus.
De larven zijn gekend zich te voeden met Carya cathayensis, Mantsjoerijnse walnoot en gewone walnoot in China, Mantsjoerijnse walnoot in Kraj Primorje en Japanse sierkers in Korea.